# はるかリフレイン
『はるかリフレイン』は、伊藤伸平による日本の漫画。進研ゼミ（ベネッセ）の『高一Challenge』（1997年4月号から1998年3月号）に連載された。
単行本は白泉社より全1巻が1998年に発売され、2016年には、TSUTAYAの“本の目利き”書店員と復刊ドットコムによる協同プロジェクト第1弾に選ばれ、再編集・増補した復刻版が発売されている。一時期（復刊前）にはマンガ図書館Zでの無料公開も行っていた。

## 概要
いわゆる「ループもの」の1作。
『ひぐらしのなく頃に』を書いた竜騎士07は、『ひぐらし〜』の執筆以前にこの作品を読んだことは無かったが、読者からの指摘に本作と『ひぐらし〜』との類似性を指摘するものも多かった。2016年に復刊ドットコムによって復刊したことを契機に竜騎士07は本作を読むが、「もし『ひぐらし〜』を書くより前に本作を読んでいたら“何をやってもこれのパクリに見えてしまう”」とまったく違ったものを描いていたか、もしくは満足して何も書かなかっただろうと述べている。
もっとも、本作は『時をかける少女』のオマージュに近い作品であり、「ひぐらしのなく頃に」とはジャンルやコンセプト、方向性などは大きく異なる。また、主人公の少女はいくどかの試行錯誤を試みているものの、ラストは幽霊となった少年が諦めるよう促し、「時をかける少女」同様に物語はいわゆるバッドエンディングで終わっており、独特の読後感となっている。
「ループもの」では登場人物の死が何度も繰り返されるため「死」という神聖性が薄れて行く。極論としては「（ループで生き返るのだから）周囲の関係者を先に殺して回ればいずれ犯人は判る」という意見にもたどり着く。本作では最初からコメディとして描いていることで、目の前で彼氏が死亡しても苦笑するしかないということをストレートに描いている。
また、作品公開当時、バブル景気は既に崩壊し、ノストラダムスの大予言も近く、「人類は栄華を極めきっており、後は灰になるだけ」というような「諦め」ムードがフィクションの世界にも多かった。タイムスリップ、ループを扱う作品は当時もあったが、登場人物が時間の流れを操るのではなく、時間の流れに登場人物が翻弄される作品が多かった。竜騎士07は当時の「空気」と合わせて、復刊された2016年時点で、本作のような「オチ」を描ける人はいなくなっているのではないかと語っている。

## あらすじ
プロローグ
高校に進学したばかりの高校一年生の女子高生 星はるかは、小さい頃からずっと一緒だった幼なじみの上条啓太と恋人同士になり、初めてのデートで手を繋ぐなど幸せを満喫していた。
ところがある日、はるかの目の前で啓太は、通学途中に車が行き交う道路を横切ろうとして、携帯電話で通話しながら運転していた会社員の男の乗用車に轢かれて、交通事故で亡くなってしまう。
失意のはるかは、啓太とよく遊んだ江の島植物園の前の海岸でヘンな顔のネコに出会う。啓太の死を語りながら、ネコにフランクフルトをあげ、家に帰る途中で近所の時計台が午後4時の鐘を鳴らすが、4回目の音が聴こえてこない。
タイムリープの始まり
気が付くと、はるかは啓太がまだ生きていた日に戻っていた。しかし、啓太を止めようとはるかが道路で転倒したため、啓太ははるかを助けようと車道に飛び出し、啓太は交通事故で亡くなってしまう。そして、はるかは再びタイムリープして、数日を繰り返すことになる。
啓太が死んでしまう運命を変えようと、あの手この手で奮闘するはるかだが、なぜか啓太はいつも交通事故で死んでしまう。はるかは何とかして、「啓太が死亡する」という運命の強制力に抗おうとする。
最後のタイムリープ
やがて、幽霊となった啓太が現れて会話ができるようになるが、「啓太の魂があと少しで消えてしまう」ことを変な顔のネコから知らされる。啓太を救うために過去に戻る機会にも限りがあることを知ったはるかは、啓太を救うための決定的な方法を試そうとする。
はるかは、携帯電話の男の自動車をパンクさせ、啓太の自宅まで迎えにいき、あらゆる障害から啓太を守りながら通学しようとする。そして、携帯電話の男の自転車からも守りきり、運命に打ち勝ったと思った瞬間、携帯電話の男の自転車が壊れ、そこから自動車事故が誘発して、すさまじい大事故が起こってしまう。その事故の大爆発により、飛んできたネジが啓太に当たり、啓太は死亡してしまう。
エピローグ
結局、大事故にもかかわらず、亡くなったのは啓太一人であった。魂が消えかけていく啓太は、自分のせいで大事故が起こることを避けるため、自分のことを諦めるようはるかに告げる。はるかは「タイムリープできる可能性」を諦めて、啓太の死を「運命」だと受け止め、思い出として心に残していく選択をする。

## 主な登場人物
星はるか
本作の主人公。高校1年生。高校入学したことをキッカケにして、幼馴染の啓太と恋人になるが直後、啓太が交通事故で亡くなってしまう。その後、変な顔のネコの能力により、数日前にタイムスリップを繰り返して、啓太の命を救おうとする。
上条啓太
はるかの恋人で幼馴染。高校1年生。交通事故で亡くなってしまう。
会社員の男
携帯電話で通話しながら運転し、啓太を轢いた人。
はるかがいろいろやって自動車を使えなくしてても、今度は自転車で啓太に突っ込んでくる。
変な顔のネコ
タイムスリップの能力を持つネコ。はるかに食べ物をもらったことから、はるかの想いを聞き届けて、はるかを数日前にタイムスリップさせる。

## 単行本
全1巻
- 1998年8月 白泉社 ジェッツコミックス ISBN 4-59-213320-X
- 2016年11月 復刊ドットコム ISBN 978-4-8354-5417-7
ジェッツコミックス版に作者のあとがき漫画が追加されている。また、中扉と第4話の扉が入れ替わっている。